# Ponte do Império (Piratini)
A Ponte do Império é uma ponte localizada no município brasileiro de Piratini, na divisa com o município de Cerrito, no Rio Grande do Sul. Foi construída entre 1868 e 1870, pelo empreiteiro Hygino Corrêa Durão. A efetivação dessa obra representou o fim de uma sequência de propostas de estruturas para a travessia do rio Piratini durante o Segundo Reinado (1840 – 1889). A ponte foi tombada como patrimônio histórico estadual, pela portaria 09, de 1º de agosto de 1984.